# Люге, Марсель
Марсель Люге́ (фр. Marcel Luguet; 1865 — 1934) — французский писатель
 и драматург. Брат Лео Люге.
Сын преподавателя философии в Клермон-Ферране. Дебютировал в 1888 году как либреттист оперы Камиля Эрланже «Святой Юлиан Странноприимец» (по рассказу Флобера). Затем сотрудничал с режиссёром Андре Антуаном, был его секретарём, а с 1897 года — и секретарём основанного им Театра Антуана. В 1894 году в «Свободном театре», которым также руководил Антуан, была поставлена пьеса Люге «Миссионер» (фр. Le Missionaire), интересная как тем, что автор попытался использовать в своей драматургии элементы романного письма (в частности, авторские отступления и комментарии произносил для зрителей сам Антуан), так и тем, что для этой постановки Тулуз-Лотрек выполнил «одну из самых своих прекрасных литографий» (А. Перрюшо) — «В ложе с позолоченным маскароном». В дальнейшем опубликовал ряд романов.